# Cena Wilhelma Müllera
Cena Wilhelma Müllera, německy Wilhelm-Müller-Preis bylo literární ocenění, jež bylo udělováno mezi lety 1997 a 2013 každé tři roky Ministerstvem kultury Saska-Anhaltska (Kultusministerium des Landes Sachsen-Anhalt). Střídala se s cenou Friedricha Nietzscheho a cenou Georga Kaisera. Byla dotovaná částkou ve výši 15 000 euro a udělovala ji porota, jež vybírala z předložených návrhů. Ocenění bylo pojmenováno po Johannu Ludwigu Wilhelmu Müllerovi. Cena byla předávána v říjnu v Anhaltské zemské knihovně v Desavě (Anhaltinische Landesbücherei Dessau).

## Nositelé
- 1997 Karl Mickel
- 1999 Richard Pietraß
- 2001 Rainer Kirsch
- 2003 Wolfgang Büscher
- 2004 Thomas Rosenlöcher
- 2007 Wilhelm Bartsch
- 2010 Stephan Wackwitz
- 2013 Angela Krauß